# Montgomery County (Kansas)
Das Montgomery County ist ein County im Bundesstaat Kansas der Vereinigten Staaten. Der Verwaltungssitz (County Seat) ist Independence. Das U.S. Census Bureau hat bei der Volkszählung 2020 eine Einwohnerzahl von 31.486 ermittelt.

## Geographie
Das County liegt im Südosten von Kansas, grenzt im Süden an Oklahoma, ist im Osten etwa 80 km entfernt von Missouri und hat eine Fläche von 1687 Quadratkilometern, wovon 16 Quadratkilometer Wasserfläche sind. Es grenzt in Kansas im Uhrzeigersinn an folgende Countys: Wilson County, Neosho County, Labette County, Chautauqua County und Elk County.

## Geschichte
Montgomery County wurde am 26. Februar 1867 gebildet. Benannt wurde es nach Richard Montgomery, einem irisch-US-amerikanischen Generalmajor der Kontinentalarmee während des Amerikanischen Unabhängigkeitskrieges, der 1775 bei der versuchten Einnahme von Québec in Kanada starb, nachdem bereits zwei Forts und die Stadt Montreal eingenommen wurden. Nach ihm wurden fünf Städte, 15 Countys, ein Kriegsschiff und eine Hochschule benannt.
30 Bauwerke und Stätten des Countys sind im National Register of Historic Places eingetragen (Stand 30. August 2017).

## Demografische Daten

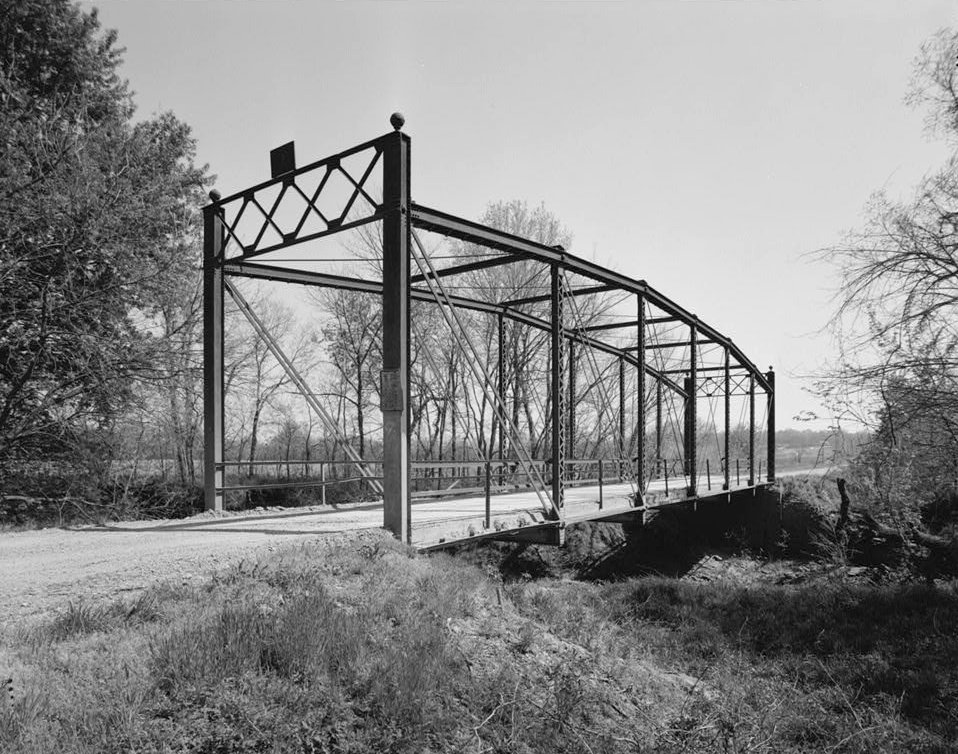
Onion Creek Bridge, gelistet im NRHP

Nach der Volkszählung im Jahr 2000 lebten im Montgomery County 36.252 Menschen. Davon wohnten 900 Personen in Sammelunterkünften, die anderen Einwohner lebten in 14.903 Haushalten und 9955 Familien. Die Bevölkerungsdichte betrug 22 Einwohner pro Quadratkilometer. Ethnisch betrachtet setzte sich die Bevölkerung zusammen aus 85,77 Prozent Weißen, 6,07 Prozent Afroamerikanern, 3,19 Prozent amerikanischen Ureinwohnern, 0,47 Prozent Asiaten, 0,02 Prozent Bewohnern aus dem pazifischen Inselraum und 1,13 Prozent aus anderen ethnischen Gruppen; 3,34 Prozent stammten von zwei oder mehr Ethnien ab. 3,08 Prozent der Bevölkerung waren spanischer oder lateinamerikanischer Abstammung.
Von den 14.903 Haushalten hatten 29,8 Prozent Kinder unter 18 Jahren, die mit ihnen gemeinsam lebten. 53,0 Prozent waren verheiratete, zusammenlebende Paare, 10,1 Prozent waren allein erziehende Mütter und 33,2 Prozent waren keine Familien. 29,7 Prozent aller Haushalte waren Singlehaushalte und in 14,7 Prozent lebten Menschen mit 65 Jahren oder darüber. Die Durchschnittshaushaltsgröße betrug 2,37 und die durchschnittliche Familiengröße betrug 2,93 Personen.
25,0 Prozent der Bevölkerung waren unter 18 Jahre alt. 8,6 Prozent zwischen 18 und 24 Jahre, 24,7 Prozent zwischen 25 und 44 Jahre, 23,3 Prozent zwischen 45 und 64 Jahre und 18,3 Prozent waren 65 Jahre alt oder älter. Das Durchschnittsalter betrug 39 Jahre. Auf 100 weibliche Personen kamen 93,2 männliche Personen. Auf 100 Frauen im Alter von 18 Jahren und darüber kamen 88,6 Männer.
Das jährliche Durchschnittseinkommen eines Haushalts betrug 30.997 USD, das Durchschnittseinkommen einer Familie betrug 38.516 USD. Männer hatten ein Durchschnittseinkommen von 29.745 USD, Frauen 20.179 USD. Das Prokopfeinkommen betrug 16.421 USD. 9,2 Prozent der Familien und 12,6 Prozent der Bevölkerung lebten unterhalb der Armutsgrenze.

## Orte im County
- Avian
- Blake
- Bolton
- Brooks
- Caney
- Cherryvale
- Coffeyville
- Crane
- Dearing
- Elk City
- Fruitland
- Havana
- Independence
- Jefferson
- Le Hunt
- Liberty
- Owen
- Sycamore
- Tyro
- Wayside
- West Coffeyville

Townships
- Caney Township
- Cherokee Township
- Cherry Township
- Drum Creek Township
- Fawn Creek Township
- Independence Township
- Liberty Township
- Louisburg Township
- Parker Township
- Rutland Township
- Sycamore Township
- West Cherry Township